# Kasach Asztarak
Kasach Asztarak (orm. „Կասախ“ Ֆուտբոլային Ակումբ Աշտարակ, "Kasach" Futbolajin Akumby Asztarak) – ormiański klub piłkarski z siedzibą w Asztaraku.

## Historia
Chronologia nazw:
- 1985–1990: Olimpia Asztarak (orm. «Օլիմփիա» Աշտարակ)
- 1990–1996: Kasach Asztarak (orm. «Կասախ» Աշտարակ)
- 1996–1997: Aragac Asztarak (orm. «Արաղաց» Աշտարակ)
- 1998: Kasach Asztarak (orm. «Կասախ» Աշտարակ)
- 2000–2002: Kasach Asztarak (orm. «Կասախ» Աշտարակ)

Klub Piłkarski Olimpia Asztarak został założony w 1985 roku i debiutował w Drugiej Lidze, strefie 9 Mistrzostw ZSRR. W 1986 zajął ostatnie 16 miejsce i pożegnał się z rozgrywkami profesjonalnymi. Ostatnie dwa sezony Mistrzostw ZSRR (1990-1991) jako Kasach Asztarak grał w Drugiej Niższej Lidze.
Po uzyskaniu przez Armenię niepodległości, w 1992 debiutował w najwyższej lidze Armenii. W 1993 klub zajął 14 miejsce i spadł do Aradżin chumb. W sezonie 1995/96 nie uczestniczył w żadnych rozgrywkach, dopiero w 1997 jako Aragac Asztarak ponownie startował w Aradżin chumb. W 1998 klub przywrócił nazwę Kasach Asztarak.
W 1999 połączył się z klubem Mika Asztarak, ale po roku fuzja rozpadła się i jako osobny klub w 2001 ponownie startował w Aradżin chumb. Zajął dość wysokie 5. miejsce, ale w następnym sezonie nie przystąpił do rozgrywek i w 2002 został rozwiązany.

## Sukcesy
- Druga Liga ZSRR, strefa 9: 16. miejsce (1985, 1986)
- Mistrzostwo Armenii: 13. miejsce (1992)
- Puchar Armenii: 1/16 finału (1992)